# Деха-Ирзу
Деха-Ирзу в источниках также упоминается как Дахин-Ирзау, Узун-Тала (чечен. Дехачу ирзие) — бывший населённый пункт в Чечне. Ныне территория входит в состав городского округа Аргун. В ауле проживали тайпы жей и аккий. 16 ноября 1851 года Якову Бакланову было объявлено высочайшее благоволение за отличия при истреблении аула Деха-Ирзу. Аул был истреблен отрядом генерал-майора Козловского.

## История
У А. Сулейманова отмечен топоним Дехачу ирзие («К длинной поляне»), ныне являющийся урочищем на востоке от города Аргун. На карте Стрельбицкого аул отмечен на левом берегу реки Басс при её впадении в реку Сунжа. По другим данным аул располагался при слиянии Сунжи и Аргуна.
Согласно источнику, аул был богатый и многолюдный. Жители аула не только сами предпринимали частые хищнические набеги за линии Империи, но и другим партиям, пробиравшимся к русским на грабежи, давали пристанище; у них же укрывались бежавшие от русских в горы мирные чеченцы и кабардинцы, абреки всех народностей, беглые казаки и солдаты.
При разорении аула потери отряда описал в своем дневнике участник сражения барон Л. П. Николаи. Потеря наша была довольно значительна:— около 100 человек, из коих 40 в Куринском полку, 28 в Кабардинском и 20 в Линейных батальонах. Из офицеров в Куринском полку ранено четверо, в том числе тяжело капитан Нордштейн. В Кабардинском полку командир Кабардинского полка полковник Е. И. Майдель и Соковнин.